# إديث ماسون
إديث ماسون (بالإنجليزية: Edith Mason)‏ هي مغنية ومغنية أوبرا أمريكية، ولدت في 22 مارس 1892 في سانت لويس في الولايات المتحدة، وتوفيت في 26 نوفمبر 1973 في سان دييغو في الولايات المتحدة.

## معرض صور

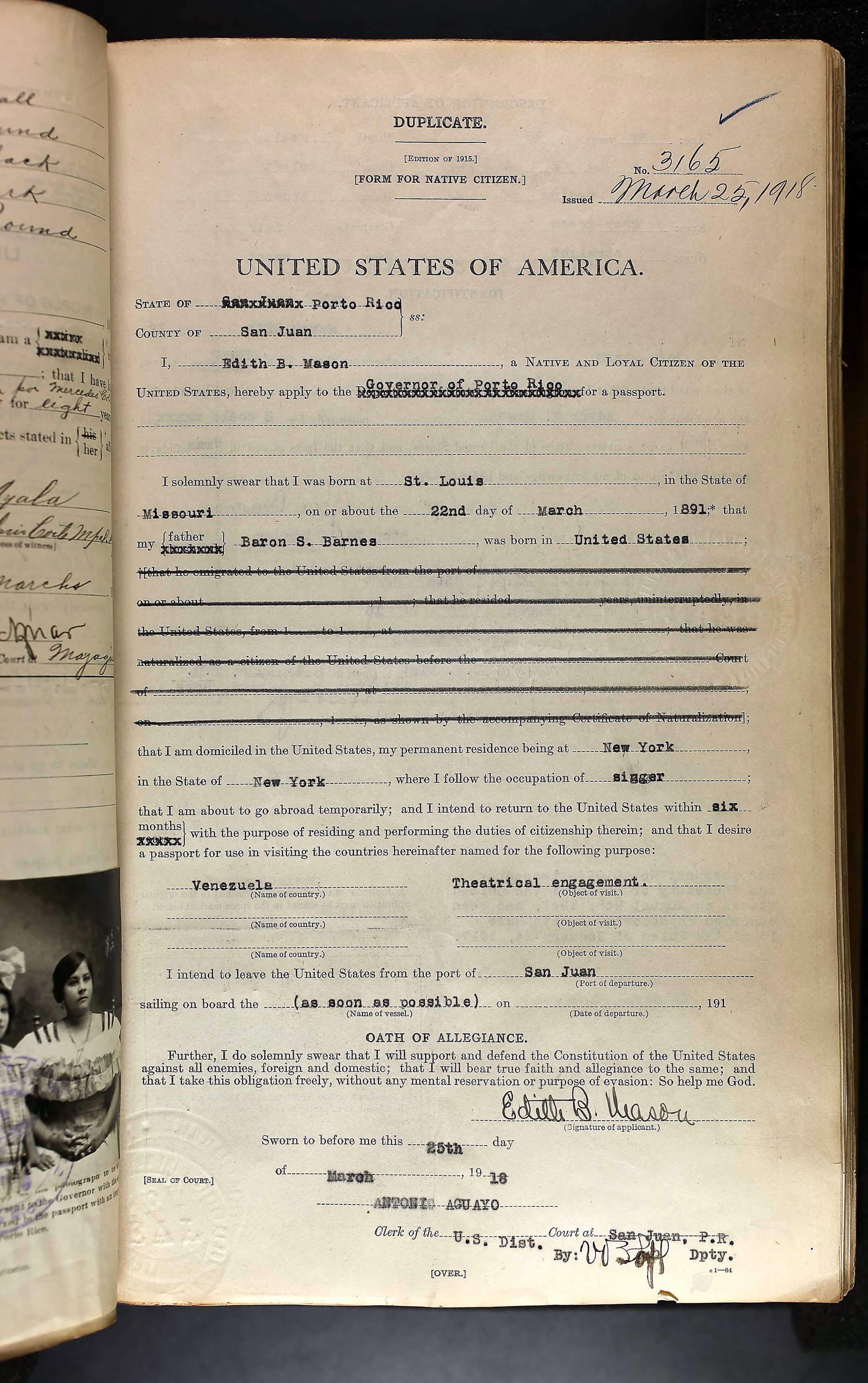
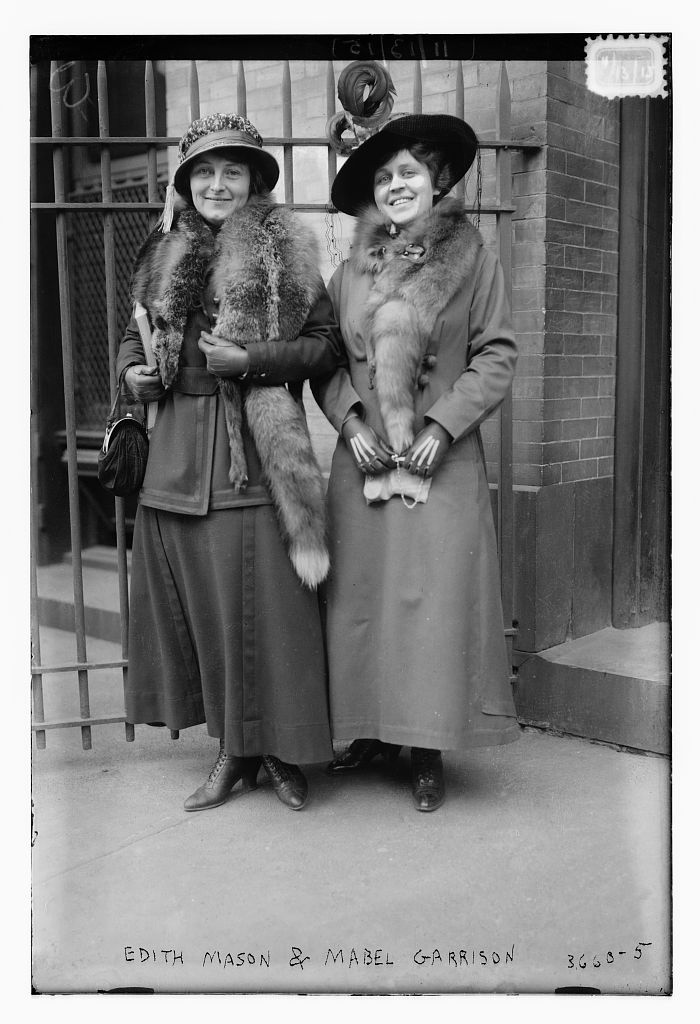
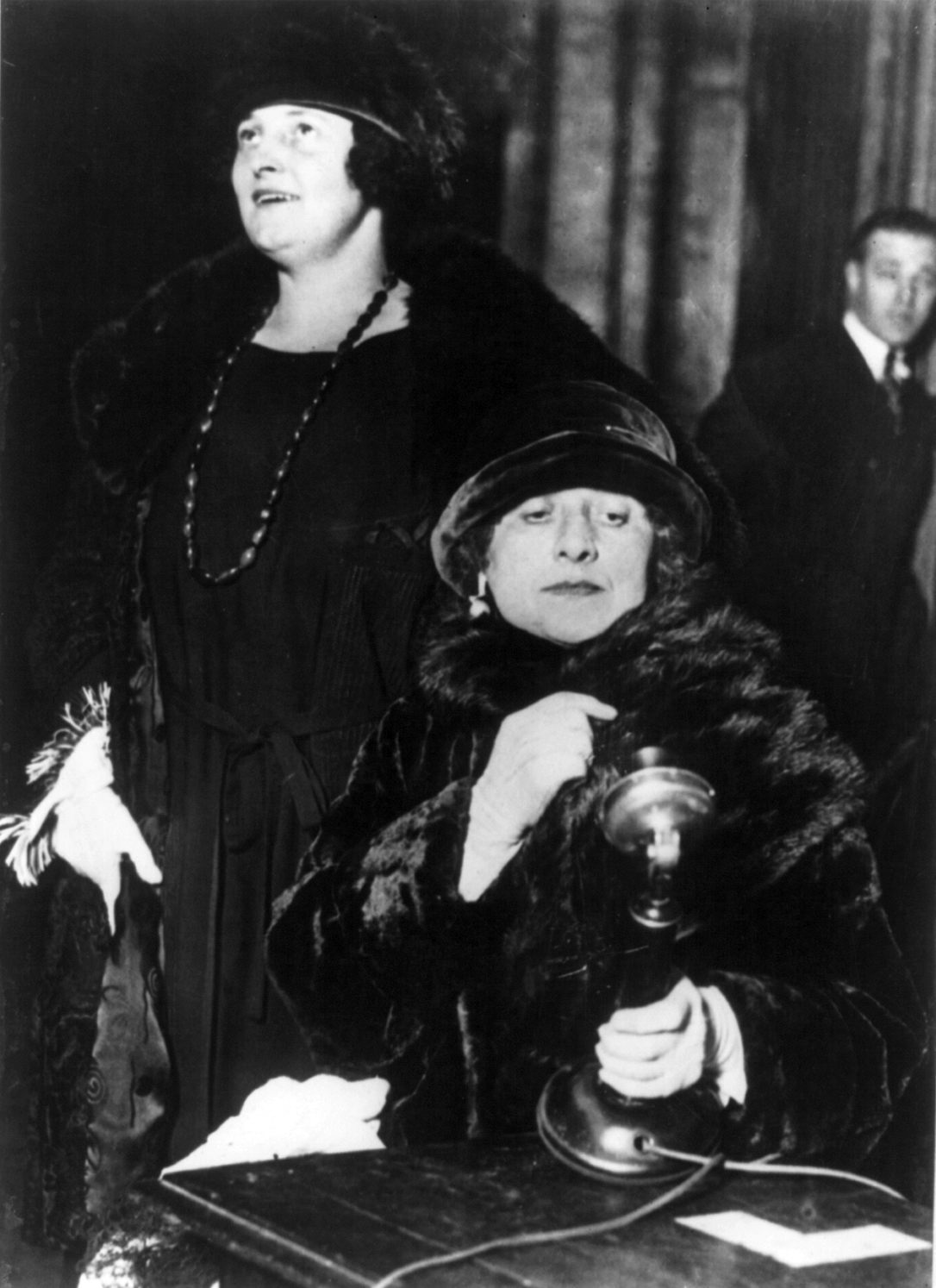
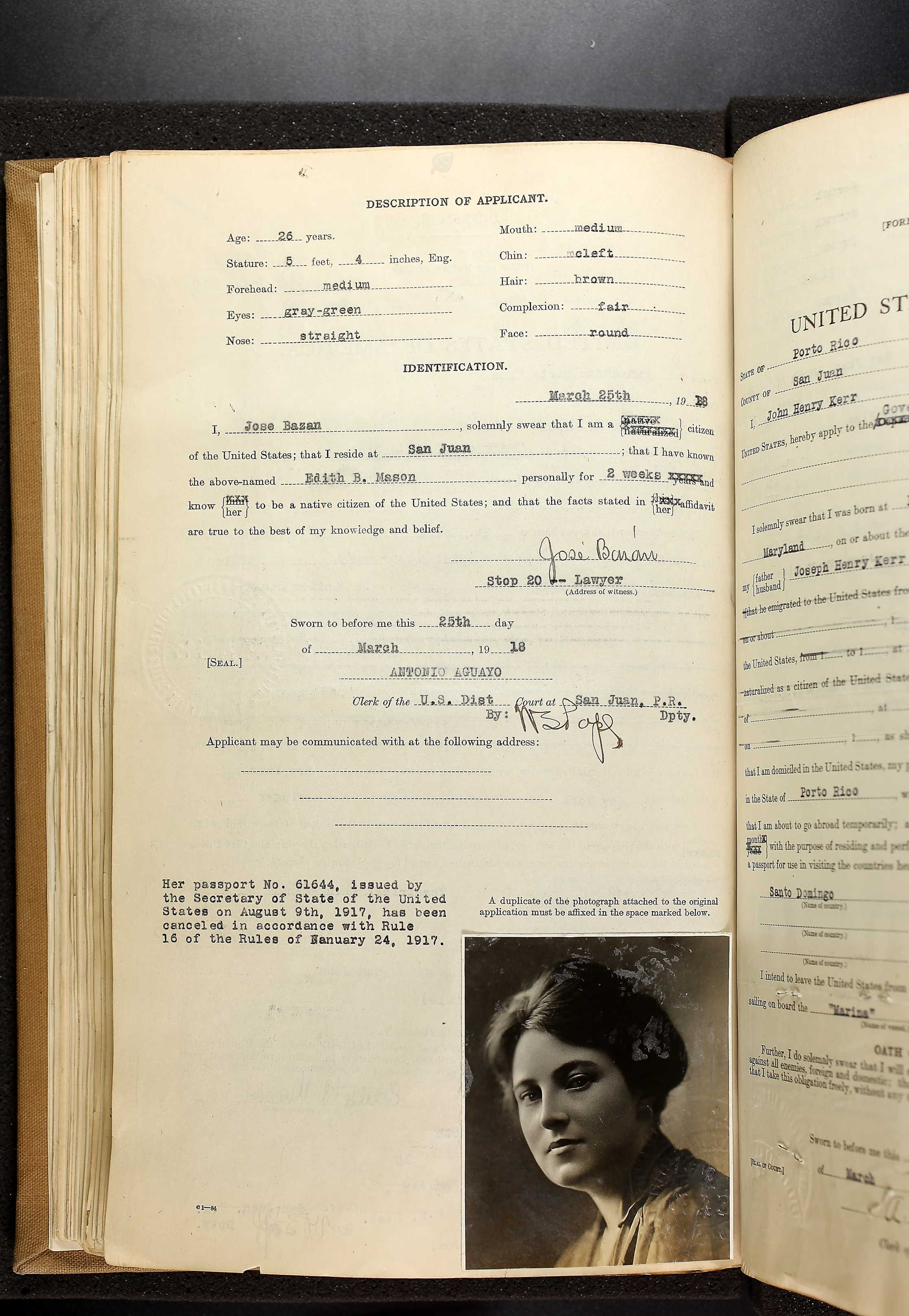